# Hans-Jörg Bliesener
Hans-Jörg Bliesener (ur. 6 kwietnia 1966 w Brandenburgu) – niemiecki kajakarz, kanadyjkarz. Brązowy medalista olimpijski z Seulu.
Urodził się w NRD i do zjednoczenia Niemiec startował w barwach tego kraju. Zawody w 1988 były jego jedynymi igrzyskami olimpijskimi. Po medal sięgnął w kajakowej czwórce na dystansie 1000 metrów. Zdobył srebrny medal mistrzostw świata w tej konkurencji w 1986, w 1985 zdobył srebro w K-2 na dystansie 500 metrów. 